# Leinblättriger Gauchheil
Der Leinblättrige Gauchheil (Anagallis monelli) ist eine Pflanzenart aus der Gattung Gauchheil (Anagallis).

## Beschreibung

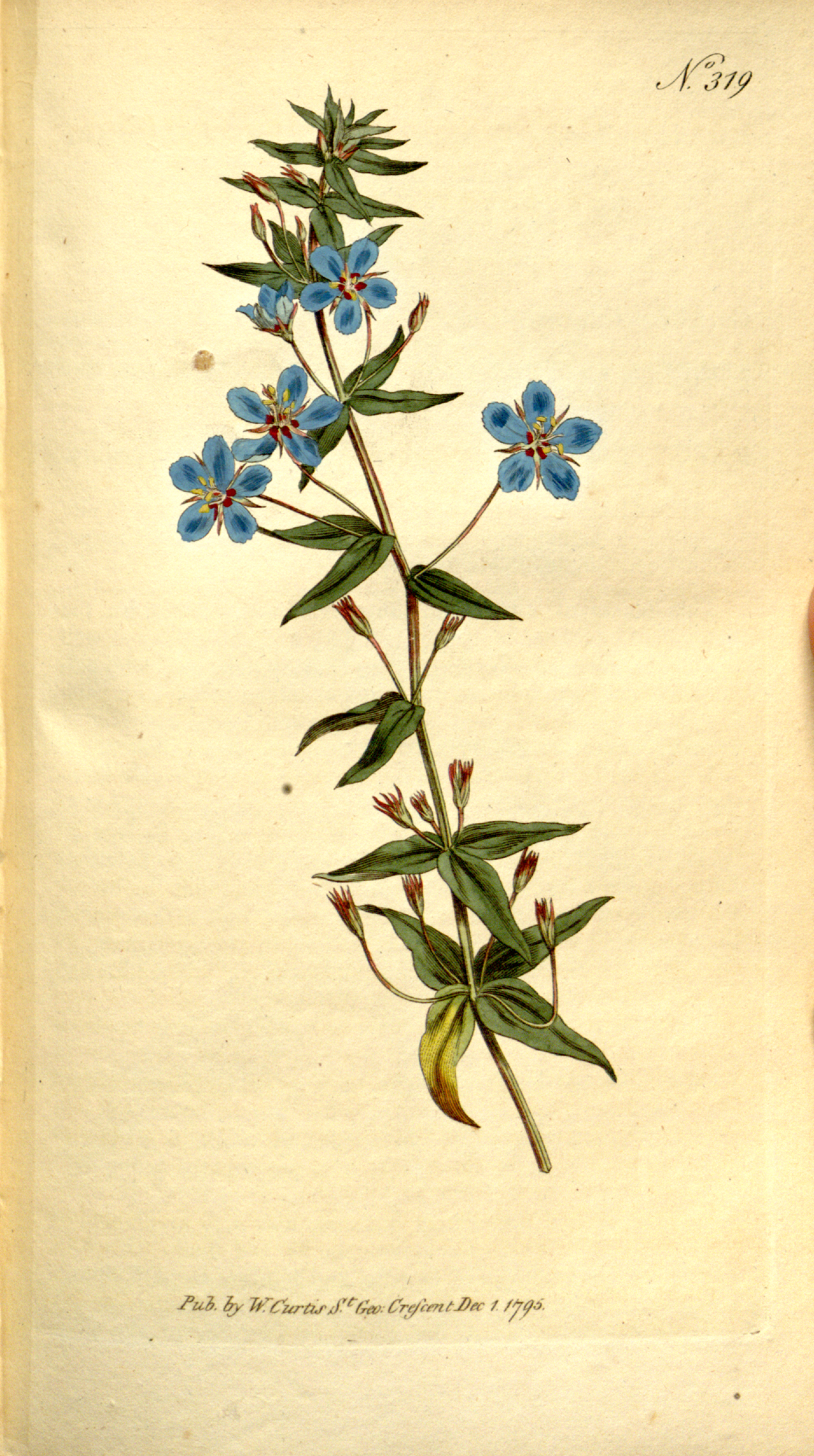
Illustration aus The Botanical Magazine, Volume 9, 1795, Tafel 319

### Vegetative Merkmale
Der Leinblättrige Gauchheil ist eine kurzlebige, ausdauernde krautige Pflanze, die eine Größe von 10 bis 50, selten bis 70 Zentimeter, erreicht. Der Stängel verholzt am Grund und ist aufrecht, aufsteigend oder niederliegend, wurzelt aber nicht an den Knoten. Die Laubblätter sind gegenständig, zu dritt in Quirlen angeordnet oder seltener wechselständig. Die einfache Blattspreite ist lineal-lanzettlich, lanzettlich oder elliptisch.

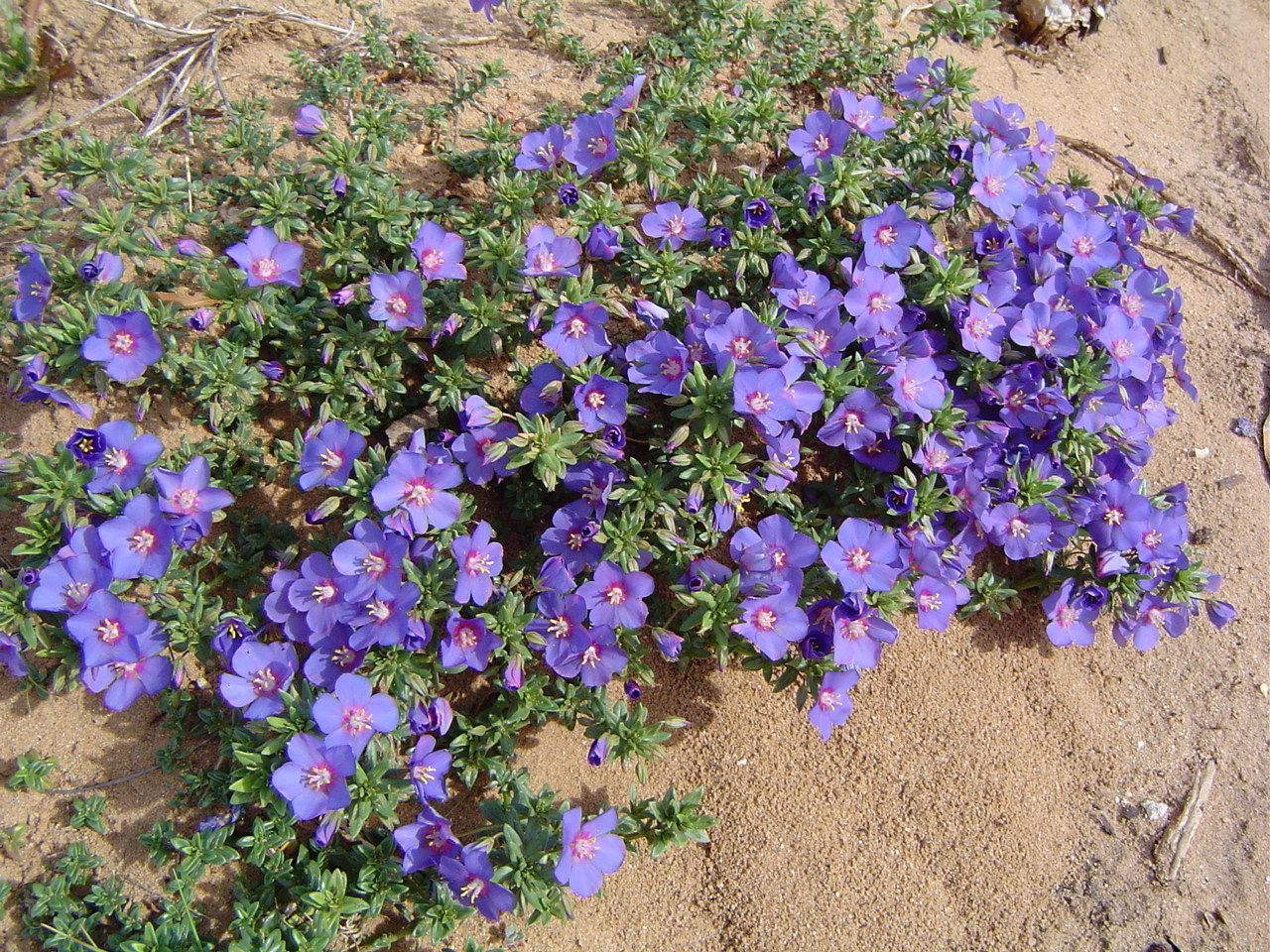
Anagallis monelli subsp. linifolia

### Generative Merkmale
Die Blüten sind zwittrig. Die blaue oder seltener ziegelrote oder weiße Blütenkrone ist bei einem Durchmesser von 15 bis 25 Millimetern radförmig. Die Kronblätter sind am Rand glatt oder wenig gekerbt, mit Drüsenhaaren aus vier gleich großen Zellen.
Die Blütezeit reicht am Naturstandort von März bis Juli, in Gartenkultur von Mai bis September.
Wildpflanzen sind diploid mit einer Chromosomenzahl von 2n = 20. In Kultur gibt es auch großblütige Sorten mit einem tetraploiden Chromosomensatz von 2n = 4x = 40.

## Vorkommen
Anagallis monelli kommt im westlichen Mittelmeerraum (von Portugal bis Süd-Italien und von Marokko bis Tripolitanien) an trockenen, offenen Orten, Acker- und Wegrändern, Brachen und Sandküsten vor.

## Systematik
Die Erstveröffentlichung von Anagallis monelli erfolgte 1753 durch Carl von Linné in Species Plantarum. Ein wichtiges Synonym für Anagallis monelli L. ist Anagallis linifolia L.
Die Unterarten Anagallis monelli subsp. maritima (Mariz) M.Laínz (dicht beblätterte Pflanzen der Küste) und Anagallis monelli subsp. linifolia (L.) Maire (besonders schmalblättrige Pflanzen) sind nicht klar von typischen Pflanzen abgegrenzt und können als standörtliche Varianten angesehen werden.

## Nutzung
Der Leinblättrige Gauchheil wird selten als Zierpflanze für Sommerblumenbeete genutzt. Er ist spätestens seit dem Beginn des 17. Jahrhunderts in Kultur.